# Филмор (окръг, Минесота)
Вижте пояснителната страница за други значения на Филмор.
Окръг Филмор (на английски: Fillmore County) е окръг в щата Минесота, Съединени американски щати. Площта му е 2233 km², а населението - 21 122 души (2000). Административен център е град Престън.